# Microcharon oubrahimae
Microcharon oubrahimae là một loài chân đều trong họ Microparasellidae. Loài này được Boughrous, Boulanouar, Yacoubi & Coineau miêu tả khoa học năm 2007.